# Amigo (canção de Roberto Carlos)
"Amigo" é uma canção composta pelos compositores brasileiros Erasmo Carlos e Roberto Carlos, originalmente gravada por este último em português em 1977. Como em muitas outras de suas canções, Roberto Carlos também gravou uma versão em espanhol, com letras de Buddy e Mary McCluskey. A canção, que elogia uma amizade que tinha superando muita dificuldades, se tornou particularmente popular depois que um coral infantil cantou a canção para o Papa João Paulo II em sua visita de 1979 para o México.

## Contexto e lançamento
A faixa foi originalmente composta em 1974 como uma canção religiosa para o Roberto Carlos, que ele não gostou tanto e decidiu engavetar a canção, que foi só gravado em uma versão com letra totalmente reescrita no álbum, Roberto Carlos. Em 1977.
Nessa época, Roberto Carlos já era uma figura muito importante na música latina, e tornou-se comum para ele em gravar versões em espanhol de suas canções para que elas pudessem ser populares no resto da América latina. Em esta ocasião, os irmãos argentino Buddy e Mary McCluskey escreveram a letra em espanhol, que são majoritariamente idêntico em sentido para as letras originais em português, e então a canção foi lançado em espanhol com No te olvides de mi no lado B.
A canção se tornou popular no resto da América latina, e particularmente no México, onde estreou nas paradas no início de 1978 até alcançando a posição numero #1 na semana 10 de março de 1978.

## Composição
Roberto Carlos dedicou Amigo para seu parceiro de composição de longa data, Erasmo Carlos. Como muitas de suas outras canções, Erasmo escreveu a música e o Roberto escreveu a letra da canção. na letra, Roberto Carlos elogia seu amigo por esta ao seu lado arrendo de muita jornadas e dificuldades e descrevendo ele como "Cabeça de homem mas o coração de menino" que "coração é uma casa de portas abertas".

## Amigoe a visita de 1979 do Papa João Paulo II ao México
Um ano depois, o Papa João Paulo II visitaria o México em 26 de janeiro até 1 de fevereiro de 1979; o evento era considerado de uma importância especial, desde que era a primeira vez que o Papa iria visitar o país. Em 30 de janeiro, o Papa foi agendado para visitar o Instituto Miguel Ángel, uma escola privada Católica, que as Crianças da Rondalla do Colégio Mexicano (Rondalla Infantil del Colegio México) e o Grupos de Estudantes do Instituto Miguel Ángel (Estudiantina del Instituto Miguel Ángel) iria cantar três músicas para o Papa; dois das dessas músicas seriam Tú eres Pedro (um hino escrito pelo Alejandro Mejía) e Himno a la alegría, mas os organizadores não conseguiram decidir em uma terceira música. Depois de ter ensaiado várias músicas com as crianças, com alguns dias sobrando antes da visita agendada do Papa e com os organizadores ainda nāo conseguindo decidir o que seriam a terceira música, uma das cantoras infantis, cansado de muitos ensaios, gritou de trás: "Porque nos não cantamos Amigo? O Papa falou que nós crianças somos amigos dele". A proposta da criança foi acertada e então a canção do Roberto Carlos foi escolhida como a terceira música.
Em 30 de janeiro, o Papa visitou a instituição, e as crianças cantaram as três canções como agendado; o evento foi amplamente divulgado e depois que foi conhecido que Amigo era umas das músicas que as crianças cantaram para o Papa, o interesse público da canção ressurgiu e as estação de rádio começaram a tocá-la novamente. Pouco depois, Musart Records lançou uma versão de estúdio da canção interpretada pela Crianças da Rondalla do Colégio Mexicano e pelo Grupos de Estudantes do Instituto Miguel Ángel com o slogan "As crianças que cantaram para Sua Santidade João Paulo II", incluindo uma fotografia do Papa na sua capa.
Isso ajudou a versão original do Roberto Carlos a encontrar sucesso comercial mais uma vez e retornar às paradas Mexicana, eventualmente atingindo a posição #1 novamente por duas semanas começando em 30 de março de 1979, pouco mais de um ano desde que a faixa atingiu o primeiro lugar pela primeira vez. A gravação das cantoras mirins, que tinha um tempo mais lento do que a versão do Roberto Carlos e incluir um acompanhamento acordeão, também foi um sucesso. Roberto Carlos declarou mais tarde sua apreciação com sua música sendo tocando para o Papa, falando: "Eu sou religioso, eu sou Católico, eu gosto de mensagens".

## Desempenho nas tabelas musicais
| Paradas semanal (1978) | Posição |
| ---------------------- | ------- |
| Mexico (Radio Mil)     | 1       |

| Paradas semanal (1979) | Posição |
| ---------------------- | ------- |
| Mexico (Radio Mil)     | 1       |

## Filme
O evento foi recriado no filme de 1980 "Amigo", estrelando ator infantil e cantor Pedro Fernández, que no final do filme o personagem do Fernández é mostrado sendo parte do coro infantil que cantou Amigo para o Papa John Paul II; as cenas do filme são entrelaçados com cenas real da visita do Papa ao Basílica de Nossa Senhora de Guadalupe.

## Versão do Marc Anthony
Em 2004, o cantor americano Marc Anthony regravou "Amigo" no seu álbuns de estúdio, Amar Sin Mentiras (2004) e Valió la Pena (2004) como respectivamente como uma balada e uma salsa. A versão salsa foi elogiado por Stuart Derdeyn do The Province como "saboroso" com sua "múltiplos linhas de saxofone". A versão salsa atingiu a posição numero quatro na parada Tropical Airplay do Billboard. Anthony cantou a canção ao vivo com Chayanne e Alejandro Fernández.